# Khu kinh tế (Việt Nam)
Khu kinh tế, theo Nghị định Chính phủ số 29/2008/NĐ-CP ngày 14 tháng 3 năm 2008 là khu vực có không gian kinh tế riêng biệt với môi trường đầu tư và kinh doanh đặc biệt thuận lợi cho các nhà đầu tư, có ranh giới địa lý xác định, được thành lập theo điều kiện, trình tự và thủ tục quy định. Theo Nghị định trên, một khu kinh tế phải có diện tích tối thiểu là 10 ngàn hecta (100 km²), có vị trí địa lý thuận lại cho phát triển kinh tế khu vực (có cảng biển nước sâu hoặc gần sân bay), kết nối thuận lợi với các trục giao thông huyết mạch của quốc gia và quốc tế; dễ kiểm soát và giao lưu thuận tiện với trong nước và nước ngoài; có điều kiện thuận lợi và nguồn lực để đầu tư và phát triển kết cấu hạ tầng kỹ thuật. Do điều kiện thành lập như vậy, tất cả các khu kinh tế hiện nay của Việt Nam đều ở ven biển.
Nghị định trên cũng phân biệt rõ khu kinh tế với khu kinh tế cửa khẩu và khu công nghiệp.
Trung Trung Bộ là khu vực có nhiều khu kinh tế nhất. Có ý kiến cho rằng việc thành lập quá nhiều khu kinh tế ở Trung Bộ làm phân tán nguồn lực để phát triển miền Trung. Lưu trữ ngày 13 tháng 3 năm 2007 tại Wayback Machine
Theo Bộ Kế hoạch và Đầu tư, việc quy hoạch tại một số KKT ven biển còn chưa đáp ứng được yêu cầu, quá trình phát triển kinh tế, còn mang tính cục bộ, chưa được xem xét tổng thể lợi ích quốc gia và lợi ích vùng, địa phương. KKT chủ yếu vẫn dựa vào nguồn ngân sách Trung ương để xây dựng kết cấu hạ tầng... Để phát huy hơn nữa vai trò của các KTT ven biển, Chính phủ đã kiến nghị Bộ Chính trị xây dựng Đề án đơn vị hành chính - kinh tế đặc biệt tại Vân Đồn (Quảng Ninh), Bắc Vân Phong (Khánh Hòa) và Phú Quốc (Kiên Giang).

## Danh sách khu kinh tế Việt Nam
Khu kinh tế đầu tiên của Việt Nam là khu kinh tế mở Chu Lai, thành lập năm 2003. Ngày 23/9/2008, Thủ tướng Chính phủ đã ban hành Quyết định số 1353/QĐ-TTg về việc phê duyệt đề án "quy hoạch phát triển các khu kinh tế ven biển của Việt Nam đến năm 2020". Đến thời điểm tháng 9 năm 2020, Việt Nam có 18 khu trong quy hoạch nói trên đều đã được chính thức thành lập là khu kinh tế hoặc được hưởng quy chế ưu đãi như khu kinh tế.
| Khu kinh tế        | Địa điểm       | Thời điểm thành lập | Diện tích (ha) |
| ------------------ | -------------- | ------------------- | -------------- |
| Vân Đồn            | Quảng Ninh     | 26/7/2007           | 217.133        |
| Quảng Yên          | Quảng Ninh     | 15/11/2020          | 13.303         |
| Đình Vũ – Cát Hải  | Hải Phòng      | 10/1/2008           | 22.540         |
| Thái Bình          | Thái Bình      | 1/10/2017           | 30.583         |
| Ninh Cơ            | Nam Định       |                     |                |
| Nghi Sơn           | Thanh Hóa      | 15/5/2006           | 106.000        |
| Đông Nam Nghệ An   | Nghệ An        | 11/6/2007           | 20.776,47      |
| Vũng Áng           | Hà Tĩnh        | 3/4/2006            | 22.781         |
| Hòn La             | Quảng Bình     | 10/6/2008           | 10.000         |
| Đông Nam Quảng Trị | Quảng Trị      | 5/11/2015           | 23.792         |
| Chân Mây – Lăng Cô | Thừa Thiên Huế | 5/1/2006            | 27.108         |
| Chu Lai            | Quảng Nam      | 5/6/2003            | 27.040         |
| Dung Quất          | Quảng Ngãi     | 11/3/2005           | 45.332         |
| Nhơn Hội           | Bình Định      | 14/6/2005           | 14.308         |
| Nam Phú Yên        | Phú Yên        | 28/4/2008           | 20.730         |
| Vân Phong          | Khánh Hòa      | 25/4/2006           | 150.000        |
| Định An            | Trà Vinh       | 22/6/2009           | 39.020         |
| Năm Căn            | Cà Mau         | 1/1/2011            | 10.801,95      |
| Phú Quốc           | Kiên Giang     | 10/7/2013           | 58.923         |